# La fiera di San Lazzaro
La fiera di San Lazzaro (La fîra ed San Lâzer in bolognese) è una canzone popolare bolognese, resa celebre dal cantautore Francesco Guccini, che l'ha inserita nell'album Opera buffa del 1973. Una versione cantata in duetto con Andrea Mingardi, incisa per l'album Ciao Ràgaz del 2000, è contenuta nella raccolta Se io avessi previsto tutto questo. La strada, gli amici, le canzoni del 2015.

## Testo
Il brano, dal tono decisamente umoristico e licenzioso, narra le vicende di un giovane che si reca alla popolare fiera di San Lazzaro di Savena cercando di vendere o scambiare due piccioni. Incontra una giovinetta ('na ragazòla), e non sapendo cosa chiedere in cambio, i due si accordano per un rapporto sessuale (Sò la stanela, zò i bragòn, "su la sottana, giù le braghe"). A complicare le cose, sopraggiunge una vecchia ('na brótta v'ciazza) che sorprende i due giovani e commenta l'accaduto con frasi salaci.
Guccini tipicamente alterna, sia nella versione incisa che nelle esecuzioni dal vivo, la parte cantata in dialetto con alcune parti parlate, in cui spiega in italiano il significato dei versi, giocando con ironia tra le assonanze e i doppi sensi del testo.

## Riconoscimenti
Il brano è valso a Guccini il premio "Città di San Lazzaro", riconoscimento promosso dall'amministrazione comunale di San Lazzaro di Savena.